# The Best of Sade
The Best of Sade là album tuyển tập đầu tiên của ban nhạc người Anh Sade, phát hành ngày 31 tháng 10 năm 1994 bởi Epic Records. Đây là tập hợp những đĩa đơn trích từ bốn album phòng thu đầu tiên của ban nhạc Diamond Life (1984), Promise (1985), Stronger Than Pride (1988) và Love Deluxe (1992). Album còn bao gồm những bản nhạc không phải đĩa đơn như "Jezebel", "Like a Tattoo" và "Pearls", cũng như bản hát lại "Please Send Me Someone to Love" của Percy Mayfield được Sade thể hiện cho nhạc phim của bộ phim năm 1994 Philadelphia. Những đĩa đơn từ Diamond Life, cũng như "Paradise" và "Nothing Can Come Between Us" từ Stronger Than Pride được biên tập lại thành phiên bản 7", trong khi "Never as Good as the First Time" và "Cherish the Day" được ban nhạc phối lại khi chọn làm đĩa đơn. Ngoài ra, The Best of Sade không có bất kỳ bản thu âm mới nào.
Bìa album là hình ảnh của giọng ca chính Sade Adu tại trường quay video ca nhạc năm 1992 "Feel No Pain" do Albert Watson làm đạo diễn. Sau khi phát hành, đĩa nhạc nhận được những phản ứng tích cực từ giới phê bình, trong đó họ ghi nhận hành trình hoạt động nghệ thuật của Sade sau hơn một thập kỷ. The Best of Sade cũng gặt hái những thành công đáng kể về mặt thương mại khi lọt vào top 10 ở nhiều quốc gia, bao gồm vươn đến top 5 ở những thị trướng lớn như Bỉ, Ý, New Zealand và Bồ Đào Nha. Album ra mắt ở vị trí thứ chín trên bảng xếp hạng Billboard 200, trở thành album thứ năm liên tiếp của ban nhạc lọt vào top 10 tại Hoa Kỳ và sau đó được chứng nhận bốn đĩa Bạch kim bởi Hiệp hội Công nghiệp Ghi âm Hoa Kỳ (RIAA). Do ra mắt vào thời điểm Sade tạm ngưng hoạt động, album không được quảng bá bằng những chiến dịch truyền thông hoặc trình diễn trực tiếp từ ban nhạc.

## Danh sách bài hát
| STT              | Nhan đề                                                                 | Sáng tác                           | Sản xuất                        | Thời lượng |
| ---------------- | ----------------------------------------------------------------------- | ---------------------------------- | ------------------------------- | ---------- |
| 1.               | "Your Love Is King" (từ Diamond Life, 1984)                             | Sade Adu Stuart Matthewman         | Robin Millar                    | 3:43       |
| 2.               | "Hang On to Your Love" (bản LP chỉnh sửa, từ Diamond Life, 1984)        | Adu Matthewman                     | Millar                          | 4:31       |
| 3.               | "Smooth Operator" (bản 7" chỉnh sửa, từ Diamond Life, 1984)             | Adu Ray St. John                   | Millar                          | 4:18       |
| 4.               | "Jezebel" (từ Promise, 1985)                                            | Adu Matthewman                     | Millar                          | 5:25       |
| 5.               | "The Sweetest Taboo" (từ Promise, 1985)                                 | Adu Martin Ditcham                 | Millar                          | 4:25       |
| 6.               | "Is It a Crime?" (từ Promise, 1985)                                     | Adu Matthewman Andrew Hale         | Millar                          | 6:17       |
| 7.               | "Never as Good as the First Time" (bản phối lại, từ Promise, 1985)      | Adu Matthewman                     | Millar Ben Rogan Mike Pela Sade | 3:59       |
| 8.               | "Love Is Stronger Than Pride" (từ Stronger Than Pride, 1988)            | Adu Matthewman Hale                | Sade Pela [a] Rogan [a]         | 4:18       |
| 9.               | "Paradise" (bản phối lại, từ Stronger Than Pride, 1988)                 | Adu Matthewman Hale Paul S. Denman | Sade Pela [a] Rogan [a]         | 3:37       |
| 10.              | "Nothing Can Come Between Us" (bản radio, từ Stronger Than Pride, 1988) | Adu Matthewman Hale                | Sade Pela [a] Rogan [a]         | 3:53       |
| 11.              | "No Ordinary Love" (từ Love Deluxe, 1992)                               | Adu Matthewman                     | Sade Pela [a]                   | 7:20       |
| 12.              | "Like a Tattoo" (từ Love Deluxe, 1992)                                  | Adu Matthewman Hale                | Sade Pela [a]                   | 3:37       |
| 13.              | "Kiss of Life" (bản radio, từ Love Deluxe, 1992)                        | Adu Matthewman Hale Denman         | Sade Pela [a]                   | 4:11       |
| 14.              | "Please Send Me Someone to Love" (từ Nhạc phim Philadelphia, 1994)      | Percy Mayfield                     | Sade Hein Hoven                 | 3:42       |
| 15.              | "Cherish the Day" (bản phối lại, từ Love Deluxe, 1992)                  | Adu Matthewman Hale                | Sade Pela [a]                   | 6:19       |
| 16.              | "Pearls" (từ Love Deluxe, 1992)                                         | Adu Hale                           | Sade Pela [a]                   | 4:37       |
| Tổng thời lượng: | Tổng thời lượng:                                                        | Tổng thời lượng:                   | Tổng thời lượng:                | 74:03      |

Ghi chú
- ^[a]  nghĩa là đồng sản xuất

## Xếp hạng
| Bảng xếp hạng (1994–2022)                   | Vị trí cao nhất |
| ------------------------------------------- | --------------- |
| Album Úc (ARIA)                             | 23              |
| Album Áo (Ö3 Austria)                       | 9               |
| Album Bỉ (IFPI)                             | 3               |
| Canada Top Albums/CDs (RPM)                 | 22              |
| Album Đan Mạch (Hitlisten)                  | 9               |
| Album Hà Lan (Album Top 100)                | 21              |
| Album Châu Âu (Music & Media)               | 5               |
| Album Phần Lan (Suomen virallinen lista)    | 12              |
| Album Pháp Tổng hợp (SNEP)                  | 8               |
| Album Đức (Offizielle Top 100)              | 15              |
| Album Hy Lạp (IFPI Greece)                  | 2               |
| Album Hungaria (MAHASZ)                     | 12              |
| Album Ireland (IFPI)                        | 6               |
| Album Ý (Musica e dischi)                   | 5               |
| Album Nhật Bản (Oricon)                     | 27              |
| Album New Zealand (RMNZ)                    | 5               |
| Album Na Uy (VG-lista)                      | 12              |
| Album Ba Lan (ZPAV)                         | 6               |
| Album Bồ Đào Nha (AFP)                      | 4               |
| Album Scotland (OCC)                        | 26              |
| Album Tây Ban Nha (AFYVE)                   | 10              |
| Album Thụy Điển (Sverigetopplistan)         | 7               |
| Album Thụy Sĩ (Schweizer Hitparade)         | 11              |
| Album Anh Quốc (OCC)                        | 6               |
| Album Anh Quốc R&B (OCC)                    | 1               |
| Album Hoa Kỳ Billboard 200                  | 9               |
| Album Hoa Kỳ Top R&B/Hip-Hop (Billboard)    | 7               |
| Hoa Kỳ Jazz Albums (Billboard)              | 1               |
| Hoa Kỳ Contemporary Jazz Albums (Billboard) | 1               |

| Bảng xếp hạng (1994)                        | Vị trí |
| ------------------------------------------- | ------ |
| Album Hà Lan (Album Top 100)                | 63     |
| Album Anh Quốc (OCC)                        | 40     |
| Bảng xếp hạng (1995)                        | Vị trí |
| Album Hà Lan (Album Top 100)                | 83     |
| Album Châu Âu (Music & Media)               | 52     |
| Hoa Kỳ Billboard 200                        | 45     |
| Hoa Kỳ Top R&B/Hip-Hop Albums (Billboard)   | 19     |
| Bảng xếp hạng (2024)                        | Vị trí |
| Album Bỉ (Ultratop Flanders)                | 176    |
| Hoa Kỳ Jazz Albums (Billboard)              | 13     |
| Hoa Kỳ Contemporary Jazz Albums (Billboard) | 2      |

## Chứng nhận
| Quốc gia | Chứng nhận  | Số đơn vị/doanh số chứng nhận |
| --- | ----------- | ----------------------------- |
| Argentina (CAPIF) | Bạch kim    | 60.000^                       |
| Úc (ARIA) | 3× Bạch kim | 210.000^                      |
| Áo (IFPI Áo) | Vàng        | 25.000*                       |
| Bỉ (BEA) | Bạch kim    | 50.000*                       |
| Brasil (Pro-Música Brasil) | Vàng        | 100.000*                      |
| Canada (Music Canada) | 3× Bạch kim | 300.000‡                      |
| Đan Mạch (IFPI Đan Mạch) | 3× Bạch kim | 60.000‡                       |
| Phần Lan (Musiikkituottajat) | Vàng        | 34,474                        |
| Pháp (SNEP) | 2× Vàng     | 200.000*                      |
| Đức (BVMI) | Vàng        | 250.000^                      |
| Ý (FIMI) | Bạch kim    | 50.000*                       |
| Nhật Bản (RIAJ) | Vàng        | 100.000^                      |
| Hà Lan (NVPI) | Bạch kim    | 100.000^                      |
| New Zealand (RMNZ) | Bạch kim    | 15.000^                       |
| Tây Ban Nha (PROMUSICAE) | Bạch kim    | 100.000^                      |
| Anh Quốc (BPI) bản năm 1994 | Bạch kim    | 300.000^                      |
| Anh Quốc (BPI) bản năm 2000 | 2× Bạch kim | 600.000^                      |
| Hoa Kỳ (RIAA) | 4× Bạch kim | 4.000.000^                    |
| Tổng hợp |             |                               |
| Châu Âu (IFPI) | 2× Bạch kim | 2.000.000*                    |
| * Chứng nhận dựa theo doanh số tiêu thụ. ^ Chứng nhận dựa theo doanh số nhập hàng. ‡ Chứng nhận dựa theo doanh số tiêu thụ và phát trực tuyến. |             |                               |